# هایدنهایم (ناحیه)
هایدنهایم (به آلمانی: Landkreis Heidenheim) یک ناحیه در آلمان است که در اشتوتگارت واقع شده‌است. هایدنهایم ۱۳۶٬۹۹۳ نفر جمعیت دارد.